# Lišov
Lišov (deutsch Lischau) ist eine Stadt in Tschechien. Sie liegt zehn Kilometer nordöstlich des Stadtzentrums von Budweis und gehört zum Okres České Budějovice.

## Geographie
Lišov befindet sich im Quellgebiet des Lišovský potok auf der Lischauer Schwelle im Südböhmischen Becken. Westlich erhebt sich der Větrník (568 m). Durch die Stadt führt südlich die Silnice I/34 (ein Teil der Europastraßen 551 und 49) zwischen Budweis und Třeboň. Im Westen verläuft die Dálnice 3 (ein Teil der Europastraße 55).
Nachbarorte sind Levín im Norden, Hůrky im Nordosten, Dolní Miletín, Horní Miletín und Sosní im Osten, Štěpánovice im Südosten, Slabce, Hvozdec, Zvíkov und Konířův Mlýn im Süden, Jivno im Südwesten, Adamov und Libníč im Westen sowie Jelmo und Červený Újezdec im Nordwesten.

### Gemeindegliederung
Die Stadt Lišov besteht aus den Ortsteilen Červený Újezdec (Rotaujest), Dolní Miletín (Unter Miletin), Dolní Slověnice (Unter Slowenitz), Horní Miletín (Ober Miletin), Horní Slověnice (Ober Slowenitz), Hrutov (Hrutow), Hůrky (Hurek), Kolný (Kolny), Levín (Lewin), Lhotice (Lhotitz), Lišov (Lischau), Velechvín (Welechwin) und Vlkovice (Wilkowitz). Zu Lišov gehören außerdem die Wohnplätze Hvížďalka, Konířův Mlýn, Locus perennis, Mazelovská hájenka, Před Hrází, Sádek, Slabce, Slověnický Mlýn, Sosní, U Bezpalce, U Fišáka, U Jiříků, U Obrázku, U Šachlů, U Šírků, Větrník und Vykopal. Grundsiedlungseinheiten sind Červený Újezdec, Dolní Miletín, Dolní Slověnice, Horní Miletín, Horní Slověnice, Hrutov, Hůrky, Kolný, Levín, Lhotice, Lišov, Sádek, Velechvín und Vlkovice.
Das Gemeindegebiet gliedert sich in die Katastralbezirke Červený Újezdec, Dolní Miletín, Dolní Slověnice, Horní Miletín, Horní Slověnice, Hůrky u Lišova, Kolný, Levín u Lišova, Lhotice u Českých Budějovic, Lišov, Velechvín und Vlkovice.
Der Ortsteil Vlkovice ist durch die Gemeinde Hvozdec vom übrigen Stadtgebiet abgetrennt.

### Nachbargemeinden
| Vitín, Chotýčany                         | Ševětín, Mazelov                            | Smržov u Lomnice nad Lužnicí    |
| Hosín, Borek u Českých Budějovic, Libníč | Kompassrose, die auf Nachbargemeinden zeigt | Dunajovice, Třeboň              |
| Jivno                                    | Zvíkov u Lišova, Hvozdec u Lišova           | Štěpánovice u Českých Budějovic |

## Geschichte
An der Stelle der heutigen Stadt soll sich am alten Linzer Steig die Ansiedlung Budivojovy bzw. Staré Budějovice befunden haben, die 1265 durch Přemysl Ottokar II. an neuer Stelle als Budějovice zu einem seiner Machtzentren ausgebaut wurde. Die erste Nachricht über das oppidum Lyssaw stammt aus dem Jahre 1296. Erstmals urkundlich erwähnt wurde der Ort im Jahre 1334. Wenzel IV. erhob Lyssaw im Jahre 1400 zum Marktflecken und verlieh ihm die Privilegien zum freien Geleit nach dem Markt in Freistadt und zur Ausübung der peinlichen Gerichtsbarkeit. Unter Rudolf II. wurden diese um das Recht zur Abhaltung von zwei Jahrmärkten und eines donnerstäglichen Wochenmarktes erweitert. Der zur königlichen Herrschaft Frauenberg gehörige Ort wurde 1489 an Zdeniek Lev von Rosental verpfändet und im selben Jahre durch Vladislav II. wieder ausgelöst und kurz danach an Wilhelm II. von Pernstein verpfändet. 1706 wurde zu einem freien Marktflecken. Im Zuge der Josephinischen Reformen verlor der 1765 das Recht der Blutgerichtsbarkeit. 1826 entstand das erste Schulhaus.

## Bevölkerungsentwicklung
| Jahr      | 1869 | 1880 | 1890 | 1900 | 1910 | 1921 | 1930 | 1950 | 1961 | 1970 | 1980 | 1991 | 2001 | 2011 | 2021 |
| --------- | ---- | ---- | ---- | ---- | ---- | ---- | ---- | ---- | ---- | ---- | ---- | ---- | ---- | ---- | ---- |
| Einwohner | 4904 | 5152 | 4760 | 4693 | 4891 | 4779 | 4594 | 4048 | 4101 | 3642 | 3661 | 3806 | 3918 | 4113 | 4513 |

## Partnergemeinden
- Varmo
- Schüpfen

## Sehenswürdigkeiten

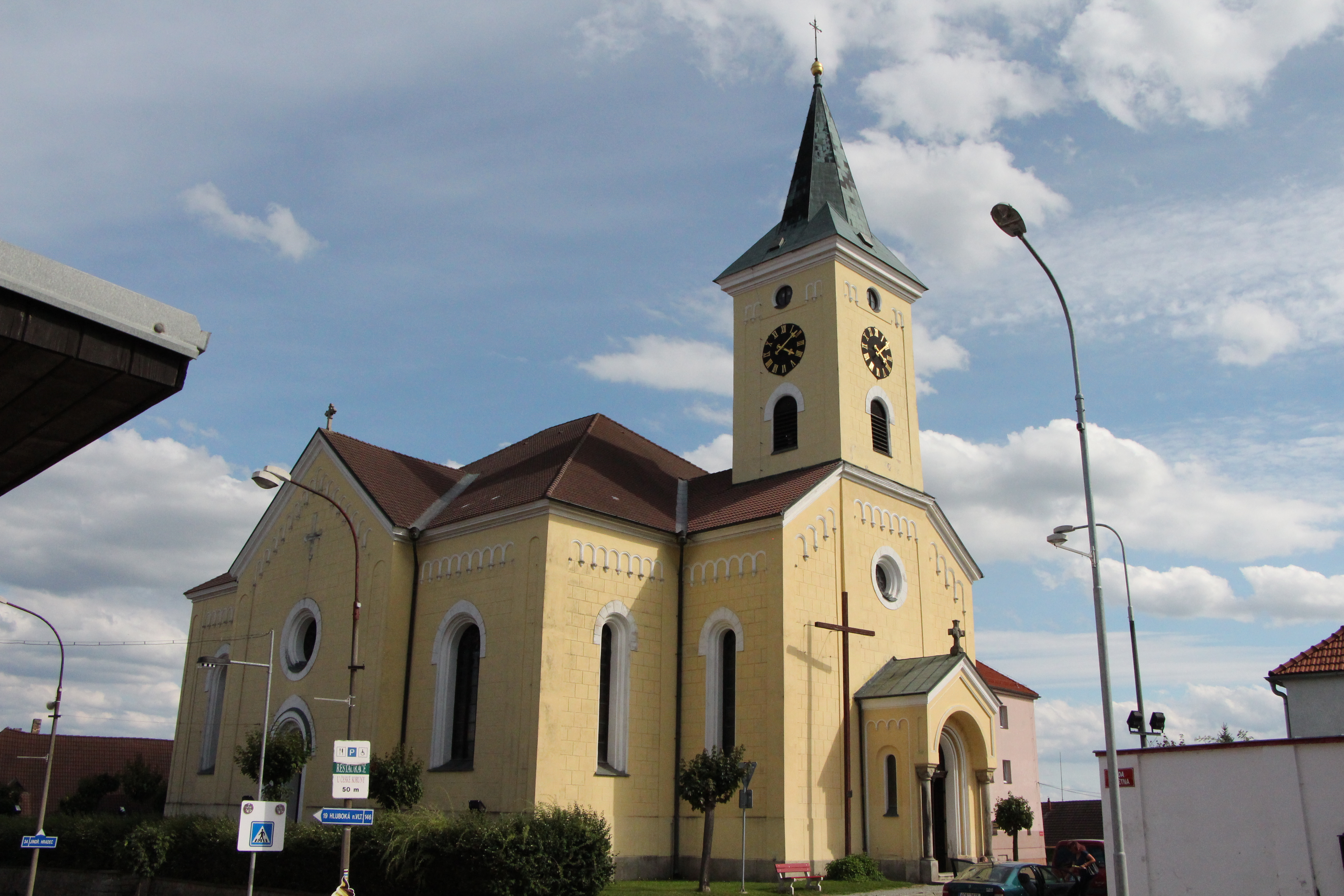
Kirche des Hl. Wenzel

- Kirche des Hl. Wenzel, erbaut in der zweiten Hälfte des 19. Jahrhunderts an Stelle eines Vorgängerbaus
- František-Miroslav-Čapek-Museum

## Bekannte Söhne und Töchter
- Joseph Adolf Hanslick (1785–1856), Bibliothekar und Schriftsteller
- Milan Křížek (1926–2018), Komponist, Musiklehrer und Bratschist